# Cerkiew św. Michała Archanioła w Osturni
Cerkiew św. Michała Archanioła w Osturni – klasycystyczna cerkiew greckokatolicka z 1796 r., pod wezwaniem św. Michała, patrona miejscowości, położona we wsi Osturnia.
Pierwotna, drewniana świątynia spłonęła w 1787 r. Budynek rozbudowano w 1937 r. Przed rozbudową cerkiew była kościołem trójnawowym o kwadratowych nawach. W trakcie rozbudowy wschodnie skrzydło kościoła przedłużono o prezbiterium. Wieża kościoła posiada typowy dla cerkwi ruskich cebulasty dach. Charakterystycznym elementem budynku jest także ołtarz z baldachimem połączony z ikonostasem. Nawa świątyni jest podzielona na dwie części z ławami dla mężczyzn i kobiet.
Większość wystroju wnętrza świątyni pochodzi z XX w., ale obiekt zawiera również starsze, zabytkowe elementy:
- kazalnicę w stylu rokoko z II połowy XVIII w. z obrazami św. Jana Złotoustego, św. Bazylego i św. Grzegorza oraz Chrystusa z dziećmi,
- drewnianą lampę i drewniany krzyż procesyjny[1].

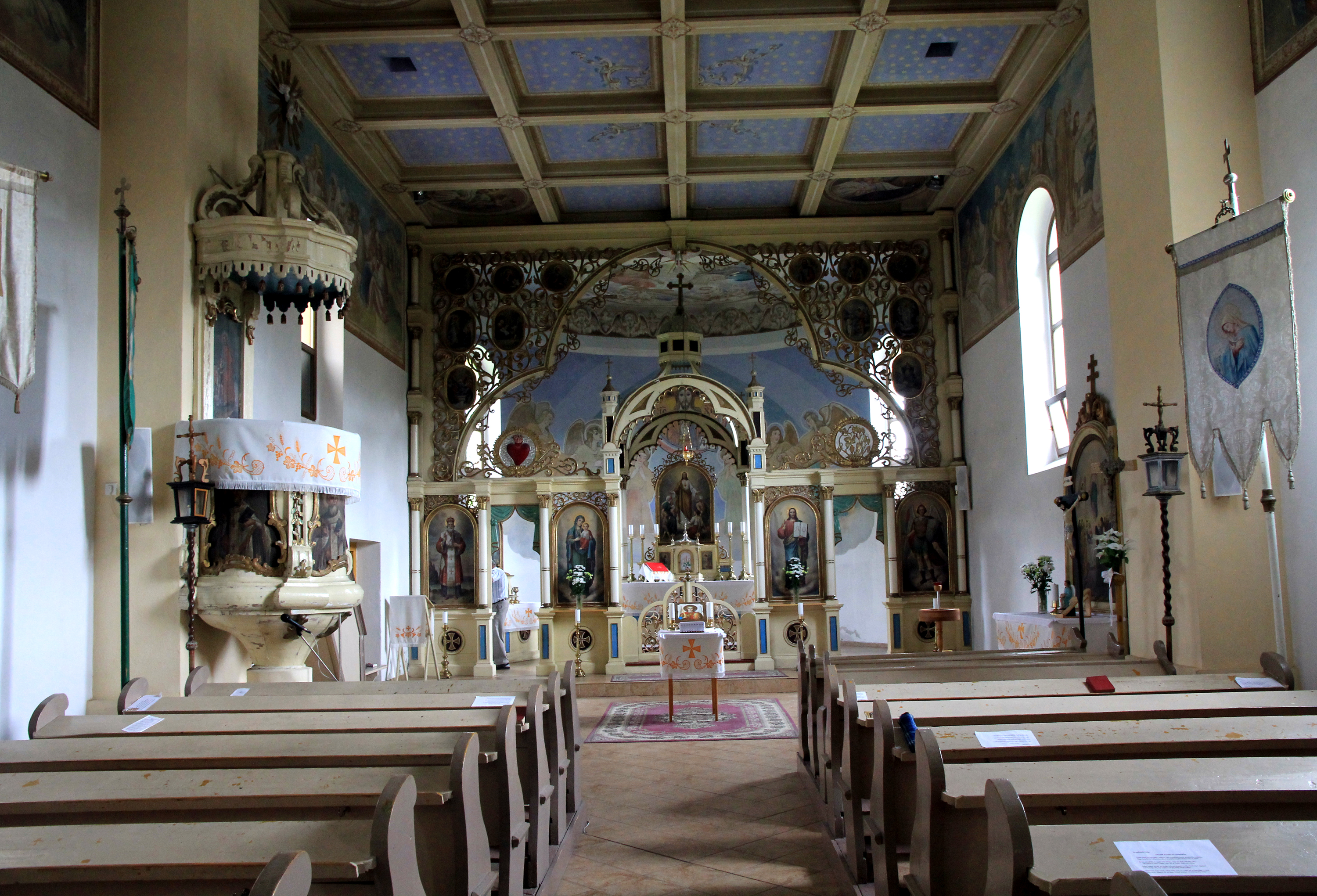
Wnętrze kościoła
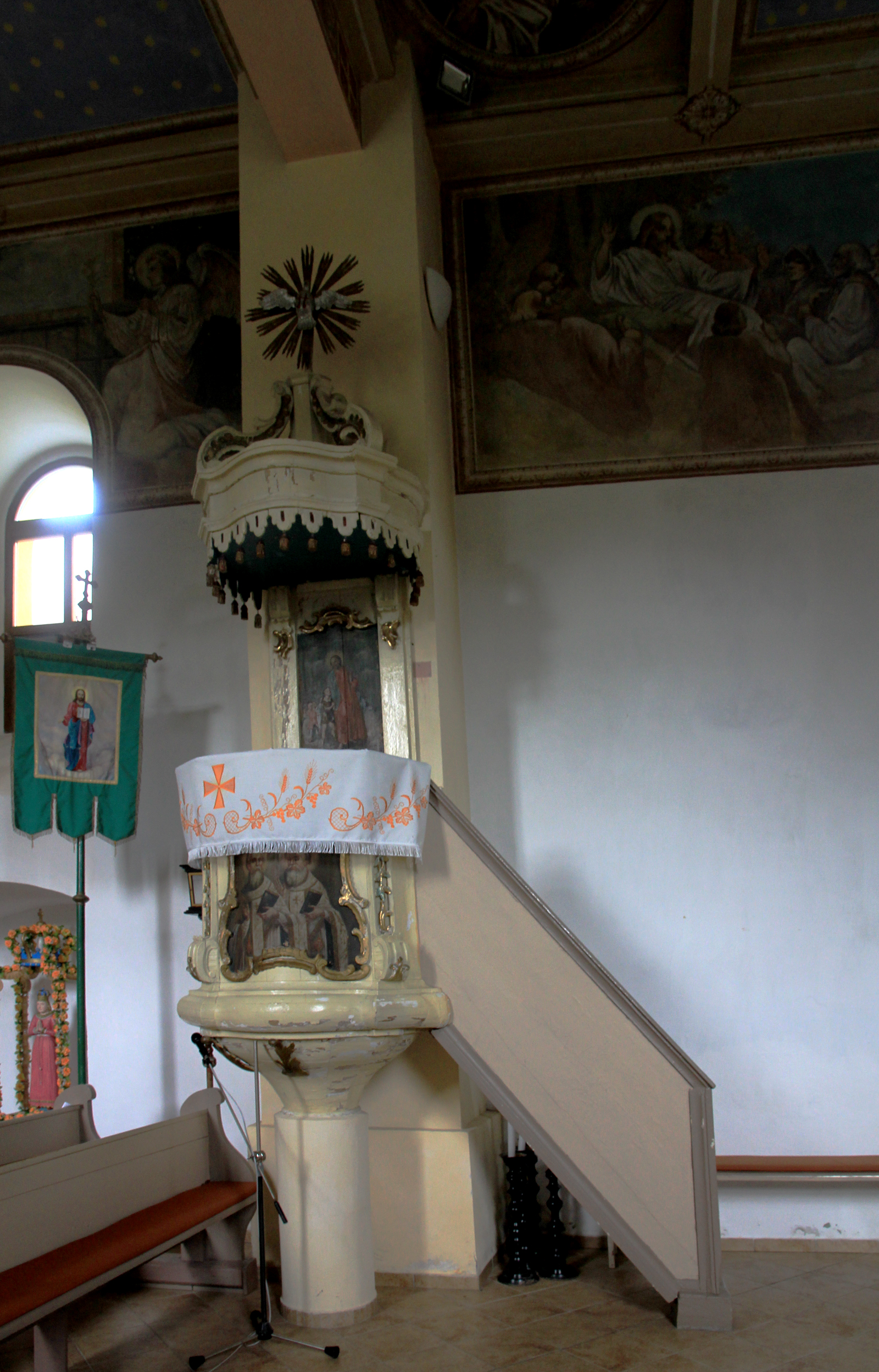
Kazalnica
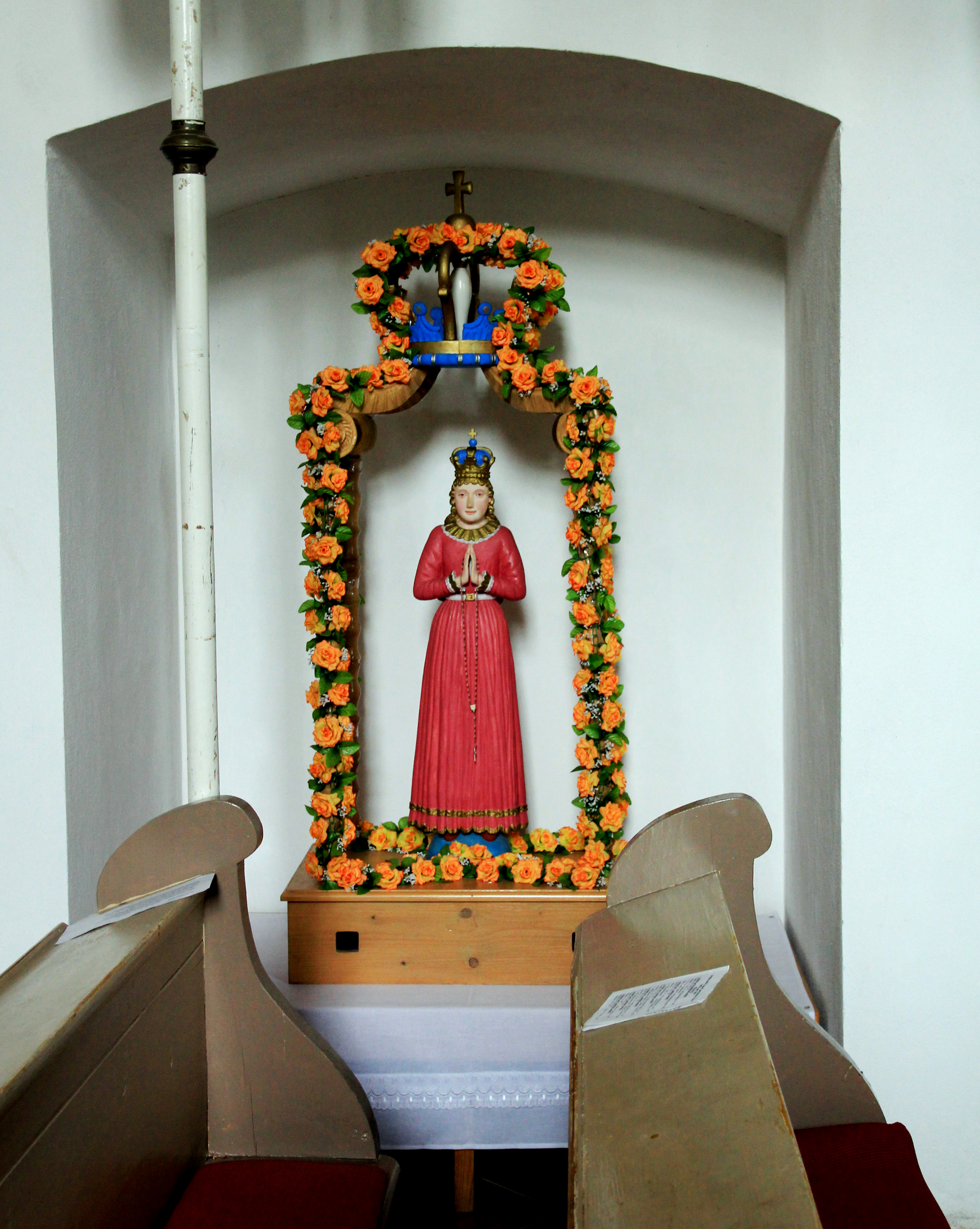
Rzeźba